# Cody Stamann
Cody James Stamann (Grand Rapids, Míchigan, Estados Unidos, 9 de noviembre de 1989) es un artista marcial mixto estadounidense que compite en la división de peso pluma de Ultimate Fighting Championship.

## Primeros años
Nació en Grand Rapids, Míchigan, Estados Unidos, y asistió a la Universidad Estatal de Grand Valley, donde compitió en lucha libre. También comenzó a boxear en la escuela secundaria a la edad de 16 años. Cuando la MMA se introdujo en Michigan, fue alentado por su madre a la transición para entrenar MMA como una manera de mantenerlo fuera de problemas en la vida.

## Carrera en las artes marciales mixtas

### Inicios
Acumuló un récord amateur de 19-1 con siete títulos antes de convertirse en profesional en 2010. Después de compilar un récord profesional de 14-1, luchando principalmente en la región del Medio Oeste de Estados Unidos para Knockout Promotions, Michiana Fight League, Triple X Cagefighting y Hoosier Fight Club, antes de unirse a la UFC. Así como para WXC, Warrior Xtreme Cagefighting. La liga de MMA más antigua y más grande de Míchigan.

### Ultimate Fighting Championship
Debutó en la UFC contra Terrion Ware el 8 de julio de 2017 en UFC 213. Ganó el combate por decisión unánime.
Se enfrentó a Tom Duquesnoy el 7 de octubre de 2017 en UFC 216. Ganó el combate por decisión dividida. Después de ver el combate, comentó que Daniel Cormier y Joe Rogan fueron parciales en su comentario del combate donde los comentaristas mencionaron más a Duquesnoy en los dos primeros asaltos incluso sintió que estaba ganando a Duquesnoy.
Se enfrentó a Bryan Caraway el 4 de marzo de 2018 en UFC 222. Ganó el combate por decisión dividida.
Se enfrentó a Aljamain Sterling el 8 de septiembre de 2018, en UFC 228. Perdió el combate por sumisión en el segundo asalto.
Se enfrentó a Alejandro Pérez el 2 de marzo de 2019 en UFC 235. Ganó el combate por decisión unánime.
Se esperaba que se enfrentara a Rob Font el 22 de junio de 2019 en UFC Fight Night: Moicano vs. Korean Zombie. Sin embargo, el 5 de junio de 2019, se informó que se retiró del evento debido a una lesión y fue reemplazado por John Lineker.
Después de que el combate con Font no se materializara, se trasladó a Las Vegas y comenzó a entrenar en Xtreme Couture.
Se enfrentó a Song Yadong el 7 de diciembre de 2019 en UFC on ESPN: Overeem vs. Rozenstruik. El combate terminó con un empate mayoritario.
Se esperaba que se enfrentara a Raoni Barcelos el 28 de marzo de 2020 en UFC on ESPN: Ngannou vs. Rozenstruik. Debido a la pandemia de COVID-19, el evento fue finalmente pospuesto. En su lugar se enfrentó a Brian Kelleher el 6 de junio de 2020 en UFC 250. Ganó el combate por decisión unánime.
Se enfrentó a Jimmie Rivera el 16 de julio de 2020 en UFC on ESPN: Kattar vs. Ige. Perdió el combate por decisión unánime.
Se esperaba que se enfrentara a Merab Dvalishvili el 5 de diciembre de 2020 en UFC on ESPN: Hermansson vs Vettori. Sin embargo, el 22 de octubre se anunció que se retiraba por razones no reveladas. Su combate contra Dvalishvili fue reprogramado para el 6 de febrero de 2021 en UFC Fight Night: Overeem vs. Volkov. A su vez, a mediados de enero, Dvalishvili se vio obligado a retirarse del combate debido a la lucha de las secuelas de una complicación del COVID-19, y fue sustituido por Andre Ewell. Tras dar positivo por COVID, Ewell fue retirado del evento y sustituido por Askar Askarov. El día del evento, Askarov no recibió el alta médica y el combate se canceló. Su combate contra Dvalishvili fue reprogramado de nuevo para el 1 de mayo de 2021 en UFC on ESPN: Reyes vs. Procházka. Perdió el combate por decisión unánime.
Se enfrentó a Said Nurmagomedov el 22 de enero de 2022 en UFC 270. Perdió el combate por sumisión en el primer asalto.
Se enfrentó a Eddie Wineland el 18 de junio de 2022 en UFC on ESPN: Kattar vs. Emmett. Ganó el combate por TKO en el primer asalto. Esta victoria le valió el premio a la Actuación de la Noche.
Se enfrentó a Luan Luiz Lacerda el 21 de enero de 2023 en UFC 283. Ganó la pelea por decisión unánime.
Se enfrentó a Douglas Silva de Andrade el 13 de mayo de 2023 en UFC on ABC 4. Perdió la pelea por decisión unánime.
Se enfrentó a Taylor Lapilus el 8 de junio de 2024 en UFC on ESPN 57. Perdió la pelea por decisión unánime.

## Campeonatos y logros
- Ultimate Fighting Championship 
  - Actuación de la Noche (una vez) vs. Eddie Wineland[45]

## Vida personal
Tiene dos apodos. Su apodo "Spartan" fue acuñado por el nombre de su ciudad natal, y "Mr. Wonderful" se lo puso su entrenador.
Trabajó a tiempo parcial en el negocio de su familia antes de su primera victoria en la UFC.
Disfruta de la pesca.
El 27 de mayo de 2020 se informó que su hermano de 18 años, Jacob, había fallecido.

## Récord en artes marciales mixtas
| Resultado | Récord | Oponente                 | Método                                     | Evento                               | Fecha                   | Ronda | Tiempo | Localización              | Notas                                                                       |
| --------- | ------ | ------------------------ | ------------------------------------------ | ------------------------------------ | ----------------------- | ----- | ------ | ------------------------- | --------------------------------------------------------------------------- |
| Derrota   | 21-7-1 | Taylor Lapilus           | Decisión (unánime)                         | UFC on ESPN: Cannonier vs. Imavov    | 8 de junio de 2024      | 3     | 5:00   | Louisville, Kentucky      |                                                                             |
| Derrota   | 21-6-1 | Douglas Silva de Andrade | Decisión (unánime)                         | UFC on ABC: Rozenstruik vs. Almeida  | 13 de mayo de 2023      | 3     | 5:00   | Charlotte, North Carolina | Pelea de peso pactado (140 lb).                                             |
| Victoria  | 21-5-1 | Luan Lacerda             | Decisión (unánime)                         | UFC 283                              | 21 de enero de 2023     | 3     | 5:00   | Río de Janeiro            |                                                                             |
| Victoria  | 20-5-1 | Eddie Wineland           | TKO (golpes)                               | UFC on ESPN: Kattar vs. Emmett       | 18 de junio de 2022     | 1     | 0:59   | Austin, Texas             | Actuación de la Noche.                                                      |
| Derrota   | 19-5-1 | Said Nurmagomedov        | Sumisión (estrangulamiento por guillotina) | UFC 270                              | 22 de enero de 2022     | 1     | 0:47   | Anaheim, California       |                                                                             |
| Derrota   | 19-4-1 | Merab Dvalishvili        | Decisión (unánime)                         | UFC on ESPN: Reyes vs. Procházka     | 1 de mayo de 2021       | 3     | 5:00   | Las Vegas, Nevada         |                                                                             |
| Derrota   | 19-3-1 | Jimmie Rivera            | Decisión (unánime)                         | UFC on ESPN: Kattar vs. Ige          | 16 de julio de 2020     | 3     | 5:00   | Abu Dhabi                 | Combate de peso pluma.                                                      |
| Victoria  | 19-2-1 | Brian Kelleher           | Decisión (unánime)                         | UFC 250                              | 6 de junio de 2020      | 3     | 5:00   | Las Vegas, Nevada         | Combate de peso pluma.                                                      |
| Empate    | 18-2-1 | Song Yadong              | Empate (mayoritario)                       | UFC on ESPN: Overeem vs. Rozenstruik | 7 de diciembre de 2019  | 3     | 5:00   | Washington D. C.          | A Song se le descontó un punto en el primer asalto por un rodillazo ilegal. |
| Victoria  | 18-2   | Alejandro Pérez          | Decisión (unánime)                         | UFC 235                              | 2 de marzo de 2019      | 3     | 5:00   | Las Vegas, Nevada         |                                                                             |
| Derrota   | 17-2   | Aljamain Sterling        | Sumisión (estiramiento de Suloev)          | UFC 228                              | 8 de septiembre de 2018 | 2     | 3:42   | Dallas, Texas             |                                                                             |
| Victoria  | 17-1   | Bryan Caraway            | Decisión (dividida)                        | UFC 222                              | 3 de marzo de 2018      | 3     | 5:00   | Las Vegas, Nevada         |                                                                             |
| Victoria  | 16-1   | Tom Duquesnoy            | Decisión (dividida)                        | UFC 216                              | 7 de octubre de 2017    | 3     | 5:00   | Las Vegas, Nevada         | Regreso al peso gallo.                                                      |
| Victoria  | 15-1   | Terrion Ware             | Decisión (unánime)                         | UFC 213                              | 8 de julio de 2017      | 3     | 5:00   | Las Vegas, Nevada         |                                                                             |
| Victoria  | 14-1   | Zac Church               | TKO (golpes)                               | Knockout Promotions 55               | 29 de abril de 2017     | 2     | 2:38   | Grand Rapids, Míchigan    |                                                                             |
| Victoria  | 13-1   | Bill Kamery              | TKO (golpes)                               | Knockout Promotions 54               | 17 de marzo de 2017     | 1     | 4:59   | Grand Rapids, Míchigan    | Combate de peso gallo.                                                      |
| Victoria  | 12-1   | Stephen Cervantes        | Decisión (mayoritaria)                     | Knockout Promotions 51               | 5 de noviembre de 2016  | 3     | 5:00   | Grand Rapids, Míchigan    |                                                                             |
| Victoria  | 11-1   | Erik Vo                  | Sumisión (kimura)                          | Knockout Promotions 50               | 27 de agosto de 2016    | 3     | 1:22   | Grand Rapids, Míchigan    | Regreso al peso pluma.                                                      |
| Victoria  | 10-1   | Farkhad Sharipov         | Decisión (unánime)                         | Knockout Promotions 48               | 26 de marzo de 2016     | 3     | 5:00   | Grand Rapids, Míchigan    |                                                                             |
| Victoria  | 9-1    | Chris Dunn               | Decisión (unánime)                         | Michiana Fight League 39             | 24 de octubre de 2015   | 5     | 5:00   | South Bend, Indiana       | Ganó el Campeonato de Peso Gallo de MFL.                                    |
| Victoria  | 8-1    | Giovanni Moljo           | Decisión (unánime)                         | Total Warrior Combat 26              | 22 de noviembre de 2014 | 3     | 5:00   | Lansing, Míchigan         |                                                                             |
| Derrota   | 7-1    | Lawrence DiGiulio        | Decisión (dividida)                        | WXC 52                               | 15 de agosto de 2014    | 3     | 5:00   | Southgate, Míchigan       |                                                                             |
| Victoria  | 7-0    | Ruben Baraiac            | TKO (golpes)                               | Triple X Cagefighting: Legends 4     | 21 de junio de 2014     | 3     | 2:40   | Mount Clemens, Míchigan   | Defendió el Campeonato de Peso Pluma de TXC.                                |
| Victoria  | 6-0    | Jeremy Czarnecki         | Decisión (unánime)                         | Triple X Cagefighting: Legends 3     | 22 de febrero de 2014   | 5     | 5:00   | Mount Clemens, Míchigan   | Regreso al peso pluma. Ganó el vacante Campeonato de Peso Pluma de TXC.     |
| Victoria  | 5-0    | Adam Alvarez             | TKO (golpes)                               | Triple X Cagefighting: Legends 2     | 19 de octubre de 2013   | 1     | 1:40   | Mount Clemens, Míchigan   | Debut en el peso gallo.                                                     |
| Victoria  | 4-0    | Terry House Jr.          | Decisión (unánime)                         | Hoosier Fight Club 16                | 1 de junio de 2013      | 3     | 5:00   | Valparaíso, Indiana       | Combate de peso acordado (140 libras).                                      |
| Victoria  | 3-0    | Matthew Swimmer          | KO (puñetazo)                              | Local Kombat: New Beginnings         | 22 de febrero de 2013   | 2     | 3:48   | Craiova                   |                                                                             |
| Victoria  | 2-0    | Chris Bourdon            | Sumisión (estrangulamiento por guillotina) | Impact Fight League 51               | 17 de noviembre de 2012 | 1     | 0:08   | Auburn Hills, Míchigan    |                                                                             |
| Victoria  | 1-0    | Chad Coon                | TKO (golpes)                               | Impact Fight League 39               | 19 de noviembre de 2011 | 1     | 3:49   | Auburn Hills, Míchigan    |                                                                             |